# Constantinos Charalambidis
Constantinos Charalambidis (født 25. juli 1981 i Nicosia, Cypern) er en cypriotisk tidligere fodboldspiller (højre kant).
Charalambides spillede hele 96 kampe og scorede 12 mål for det cypriotiske landshold, som han debuterede for i januar 2003 i en venskabskamp mod Grækenland. Hans sidste landskamp var en VM-kvalifikationskamp mod Belgien i oktober 2017.
På klubplan tilbragte Charalambidis størstedelen af sin karriere hos APOEL i sin fødeby. Her var han tilknyttet i alt 16 sæsoner, fordelt på to ophold, og var med til at sikre klubben hele otte cypriotiske mesterskaber. Han havde også udlandsophold i både Grækenland og Tyskland.

## Titler
Cypriotisk mesterskab
- 2002, 2004, 2009, 2011, 2013, 2014, 2015 og 2016 med APOEL

Cypriotisk pokal
- 1999, 2008, 2014 og 2015 med APOEL
- 2018 med AEK Larnaca